# West Air (China)
West Airlines Co. Ltd. (en chino tradicional, 西部 航空 責任 公司; en chino simplificado, 西部 航空 责任 公司; pinyin, Xībù Hángkōng Zérèn Gōngsī), operando como West Air , es una aerolínea de bajo costo con sede en Nueva Zona Norte, Chongqing, China, operando una red de pasajeros programada para vuelos nacionales y destinos internacionales fuera de su centro, Aeropuerto Internacional de Chongqing Jiangbei. La compañía fue establecida en marzo de 2006 por su empresa matriz Hainan Airlines, con el lanzamiento de los servicios programados el 14 de julio de 2010. La aerolínea es uno de los cuatro miembros fundadores de U-FLY Alliance.
El 4 de febrero de 2016, West Air lanzó su vuelo internacional inaugural entre Chongqing y Singapur.

## Flota

### Flota actual

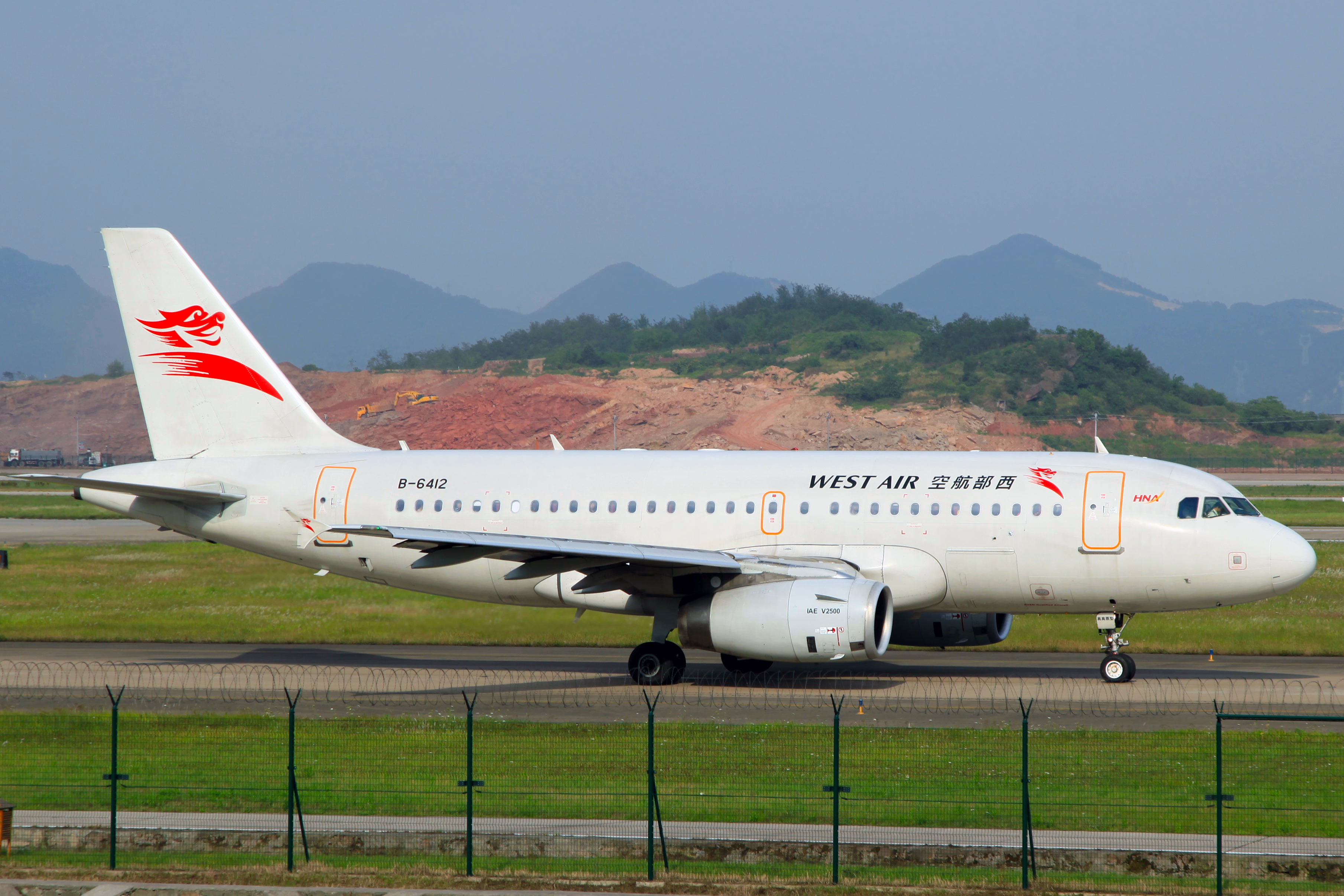
China West Air Airbus A319-100 in old livery taxiing in Chongqing Jiangbei International Airport.

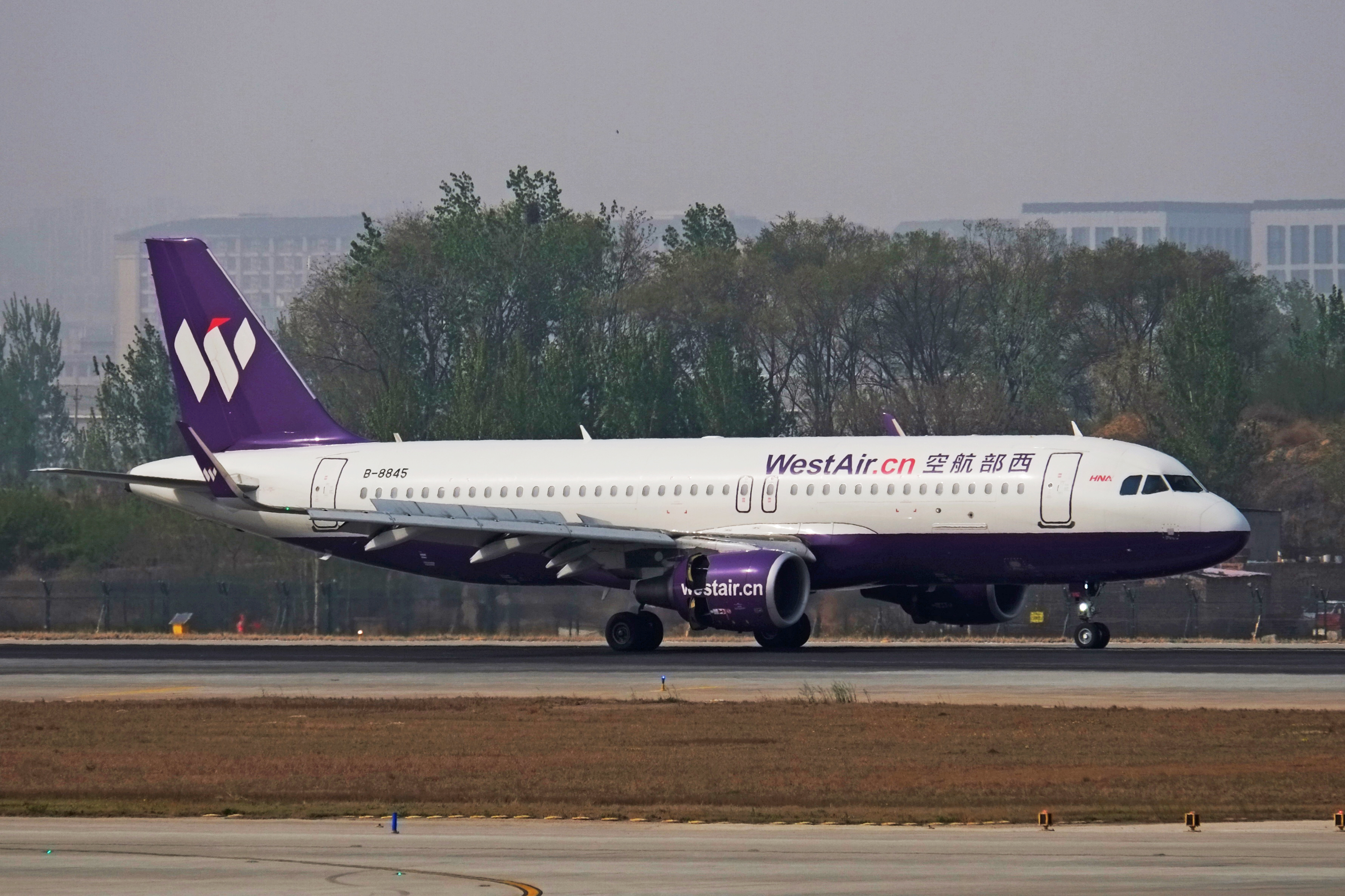
A West Air Airbus A320-200 landing at Zhengzhou Xinzheng International Airport

La flota de West Air consiste en exclusivamente en aeronaves Airbus (abril de 2023):
| Aeronave        | En Servicio | Órdenes | Pasajeros | Notas                                          |
| --------------- | ----------- | ------- | --------- | ---------------------------------------------- |
| Airbus A319-100 | 4           | —       | 144       |                                                |
| Airbus A320-200 | 25          | —       | 180       | Nueve aeronaves configuradas con 186 asientos. |
| Airbus A320-200 | 25          | —       | 186       | Nueve aeronaves configuradas con 186 asientos. |
| Airbus A320neo  | 6           | —       | 186       |                                                |
| Airbus A321-200 | 3           | —       | 192       | Aeronaves ex-Interjet                          |
| Total           | 38          | —       |           |                                                |

La flota de la aerolínea posee a abril de 2023 una edad media de 8.5 años.

### Flota histórica
West Air anteriormente operó las siguientes aeronaves: